# Protonolisi
La protonolisi è la rottura di un legame chimico ad opera di un acido.  Molti esempi si ritrovano nella chimica organometallica poiché spesso vi si ritrovano legami metallo-legante del tipo Mδ+-Rδ- , dove δ+ e δ- indicano parziali cariche positive e negative, come necessario per questa reazione. Questi legami infatti si rompono a contatto con acidi (es.HCl):
M-R  +  HX   →   M-X  +  H-R
L'Idrolisi (X− = OH−) è un caso specifico di protonolisi.

## Idruri
L'anione boroidruro è suscettibile a reazione con acidi anche deboli, provocando la protonolisi di uno o più legami B-H. Protonolisi del boroidruro di sodio con acido acetico dà triacetossiboroidruro:
NaBH4  +  3 HO2CCH3   →    NaBH(O2CCH3)3  +  3 H2
Reazioni simili avvengono per altri idruri come il litio alluminio idruro.

## Derivati alchilici
I derivati alchilici di molti metalli subiscono protonolisi. Per i composti organometallici di metalli molto elettropositivi (come zinco, magnesio e litio), l'acqua è sufficientemente acida, nel qual caso la reazione è detta idrolisi. La protonolisi con acidi minerali è talvolta usata per rimuovere leganti organici da un centro metallo.

## Nitruri, fosfuri, siliciuri e specie correlate
Materiali inorganici con anioni altamente carichi sono spesso suscettibili di protonolisi.  Derivati dei nitruri (N3−), fosfuri (P3−), e siliciuri (Si4−) si idrolizzano rispettivamente ad ammoniaca, fosfina e silano. Analoghe reazioni avvengono per composti del tipo M-NR2, M-PR2, e M-SiR3.